# كريس كيرك
كريس كيرك (بالإنجليزية: Chris Kirk)‏ هو لاعب غولف أمريكي، ولد في 8 مايو 1985 في نوكسفيل في الولايات المتحدة.

## وصلات خارجية
- كريس كيرك على موقع رابطة لاعبي الغولف المحترفين (الإنجليزية)
- كريس كيرك على موقع التصنيف العالمي الرسمي للغولف (الإنجليزية)